# Новотроицкое (Омская область)
Новотро́ицкое — село в Омском районе Омской области. Административный центр Новотроицкого сельского поселения.

## География
Расположено в 40 км от Омска, на правом берегу Иртыша.
Соседние сёла: примыкающая с юга деревня Большекулачье и село Красноярка — в 8 км севернее.

## История
Основано в 1908 году. В 1928 г. деревня Ново-Троицкая состояла из 50 хозяйств, основное население — русские. В составе Алексеевского сельсовета Бородинского района Омского округа Сибирского края.

## Население
| 2006 | 2010  |
| ---- | ----- |
| 1261 | ↘1181 |

## Известные уроженцы, жители
Пётр Яковлевич Секачёв (1927 — 2005) — слесарь-сборщик завода № 29 Омского совнархоза, Герой Социалистического Труда (1961).

## Инфраструктура
Новотроицкий культурно-досуговый центр, МБОУ Новотроицкая ООШ, электроподстанция Новотроицкая-110. 
Личное подсобное хозяйство с зоной сельскохозяйственного использования, индивидуальная застройка усадебного типа.
Основа экономики — сельское хозяйство.

## Транспорт
Село доступно автотранспортом.

## Инфраструктура
Имеется детский сад, школа, несколько магазинов, церковь.